# Paul-Élie Ranson
Pour les articles homonymes, voir Ranson.
Paul-Élie Ranson, né à Limoges le 29 mars 1861 et mort à Paris le 20 février 1909, est un peintre et graveur français, membre du groupe des nabis. 

## Biographie

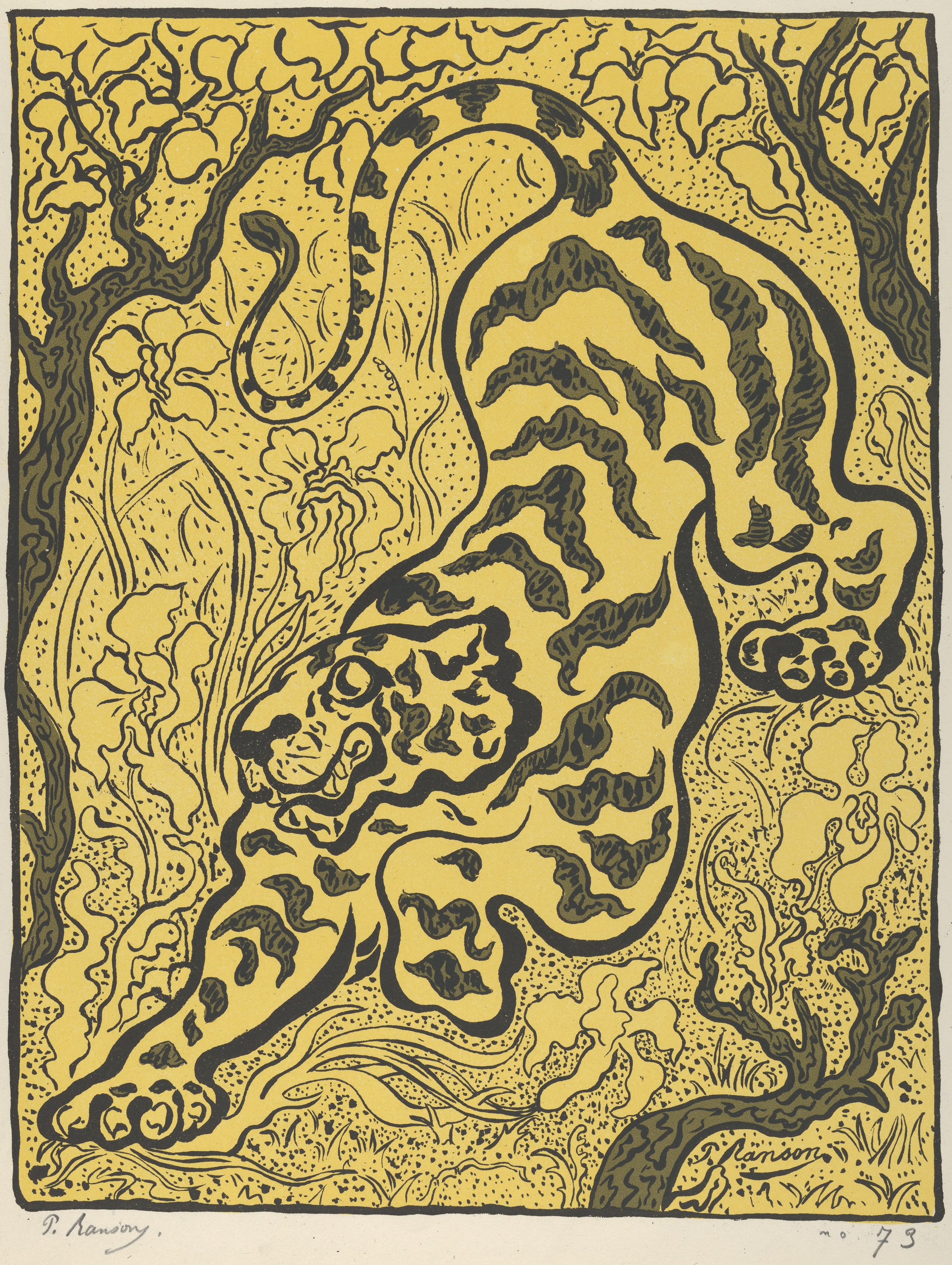
Tigre dans la jugle, 1893, lithographie, New York, Metropolitan Museum of Art.

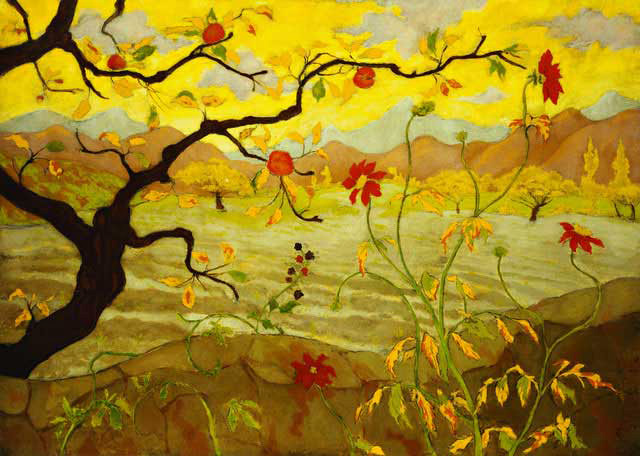
Pommier aux fruits rouges, 1902, musée des Beaux-Arts de Houston.

Orphelin de mère à sa naissance, Paul-Élie Ranson est élevé par son père, Louis Casimir Ranson (1828-1898), personnalité politique, maire de Limoges de 1870 à 1871, puis de 1881 à 1885 et député républicain radical de la Haute-Vienne de 1885 à 1889, et ses grands-parents. Il est initié au dessin par son grand-père Jean-Jacques Maquart et intègre en 1877, l'École des beaux-arts appliqués à l'industrie de Limoges.
En 1884, il épouse sa cousine germaine, France Rousseau, et étudie à Paris quelque temps à l'École nationale supérieure des arts décoratifs, qu'il quitte pour entrer à l'Académie Julian en 1886-1891 où il est élève de Tony Robert-Fleury. Il fait partie des cinq membres fondateurs du groupe des nabis créé en 1888, où on lui attribue le surnom de « Nabi plus japonard que le Nabi japonard ». Ils se réunissent dans un premier temps au café restaurant L'Os à Moëlle, passage Brady, puis à partir de 1889 dans son atelier au-dessus de l'appartement familial rebaptisé « Le Temple » pour l'occasion, situé au 25, boulevard du Montparnasse. On y trouve Paul Sérusier, Henri-Gabriel Ibels, Pierre Bonnard, et Maurice Denis. Passionné de marionnettes depuis son plus jeune âge, il communique sa passion à tout le groupe.
En 1891, il participe aux représentations symboliques du Théâtre d'Art, où les nabis ont été appelés par Paul Fort pour organiser un spectacle symbolique au profit de Paul Verlaine et de Paul Gauguin. On y joue Chérubin de Charles Morice et l'Intruse de Maurice Maeterlinck. En 1892, il participe à la représentation d'un spectacle de Maeterlinck, Sept princesses, chez Georges Coulon, conseiller d'État. Il réalise la mise en scène d'Ubu roi d'Alfred Jarry au théâtre des Pantins de Claude Terrasse.
Il participe aux expositions du groupe organisées par Le Barc de Boutteville dans sa galerie de la rue Le Peletier de 1891 à 1895, ainsi qu'au Salon des indépendants et au Salon de la Libre Esthétique à Bruxelles à partir de 1894. Cette année-là, il crée son théâtre de marionnettes au « Temple », Maurice Denis et Georges Lacombe fabriquent les marionnettes, France Ranson réalise les costumes. Les deux années suivantes vont être pour Ranson des années de difficultés, la mort de son beau-père, Charles Rousseau, l'oblige à déménager. Il s'installe rue d'Alençon à deux pas de son atelier.
Son intérêt pour la théosophie, le spiritisme, la magie, l'occultisme le distingue des autres nabis. Ses activités fort nombreuses le conduisent surtout vers les arts décoratifs (panneaux décoratifs, papiers peints, tapisseries, vitraux). À ce titre, il travaille pour l'ouverture de l’« exposition permanente et internationale », titrée l'Art nouveau, prévue pour le 1er octobre 1895 dans la galerie de Samuel Bing — dite après les travaux Maison de l'Art nouveau — au 19, rue Chauchat, avec des panneaux accompagnant le mobilier d'Henry Van de Velde et des vitraux réalisés par le maître verrier américain Louis Comfort Tiffany.
Il dessine des décors de théâtre comme pour Le Bateau ivre d'après Arthur Rimbaud avec Paul Sérusier, monte son propre théâtre de marionnettes, dessine des programmes, collabore au théâtre des Pantins avec les autres nabis à la fin de 1897, brosse des vignettes bouffonnes et anticléricales, dessine des motifs pour une boîte à cigare. En 1898, son épouse attend son fils Michel : cet événement va transformer la vie de Paul Ranson qui a du mal à accepter cette maternité, le privant de son modèle et de sa collaboratrice dans la réalisation des travaux de tapisseries.
À partir de 1899, sa santé se dégrade et sa peinture évolue. Il se rend chez son ami Georges Lacombe dont il contribue à décorer la maison L'Ermitage près d'Alençon. En 1905, il retourne dans son foyer et organise à nouveau des réunions avec ses compagnons nabis. À la fin de sa vie il associe des sujets mythologiques, bibliques, anticléricaux et de sorcellerie. 
En 1908, il devient officier d'Académie. Devant ses difficultés financières et son état de santé, le groupe des nabis décide de fonder une académie dans la rue Henry-Monnier du nom de leur ami en lui en confiant la direction. L'ouverture a lieu en octobre 1908, avec un nombre non négligeable d'inscriptions. Après sa mort, sa femme continuera le projet de l'Académie Ranson, en la transférant rue Joseph-Bara. 
Il meurt de la fièvre typhoïde le 20 février 1909. Il est enterré à Limoges au cimetière de Louyat (section 9).  
Parallèlement à son appartenance aux nabis, il laisse un œuvre qui va de la peinture de chevalet aux arts décoratifs essentiellement régi par le sens du décor qui fait de lui un des promoteurs de l'Art nouveau.

## Œuvres dans les collections publiques

### Dessins

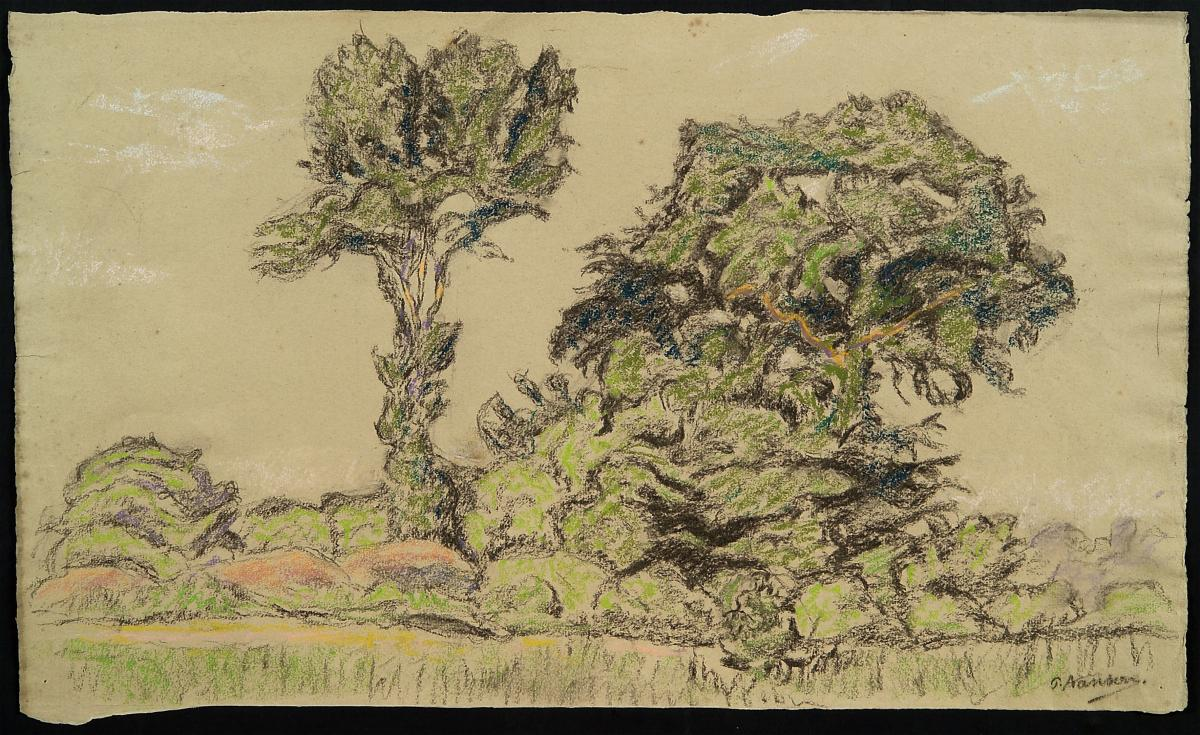
Paysage des Landes, pastel.

- Nu penché, 1891, étude au fusain sur papier pour Lustral , Genève, Petit Palais.
- L'Explication, 1896, pastel sur toile, Saint-Germain-en-Laye, musée départemental Maurice-Denis.
- Femme à la corbeille de fleurs, gouache et fusain sur papier, Saint-Germain-en-Laye, musée départemental Maurice-Denis.
- Femme cueillant des pommes, gouache et fusain sur papier, Saint-Germain-en-Laye, musée départemental Maurice-Denis.
- Frise aux lutins et bucranes, encre de chine et lavis sur papier, 25,5 × 61,5 cm, Brest, musée des Beaux-Arts[5].

### Peintures

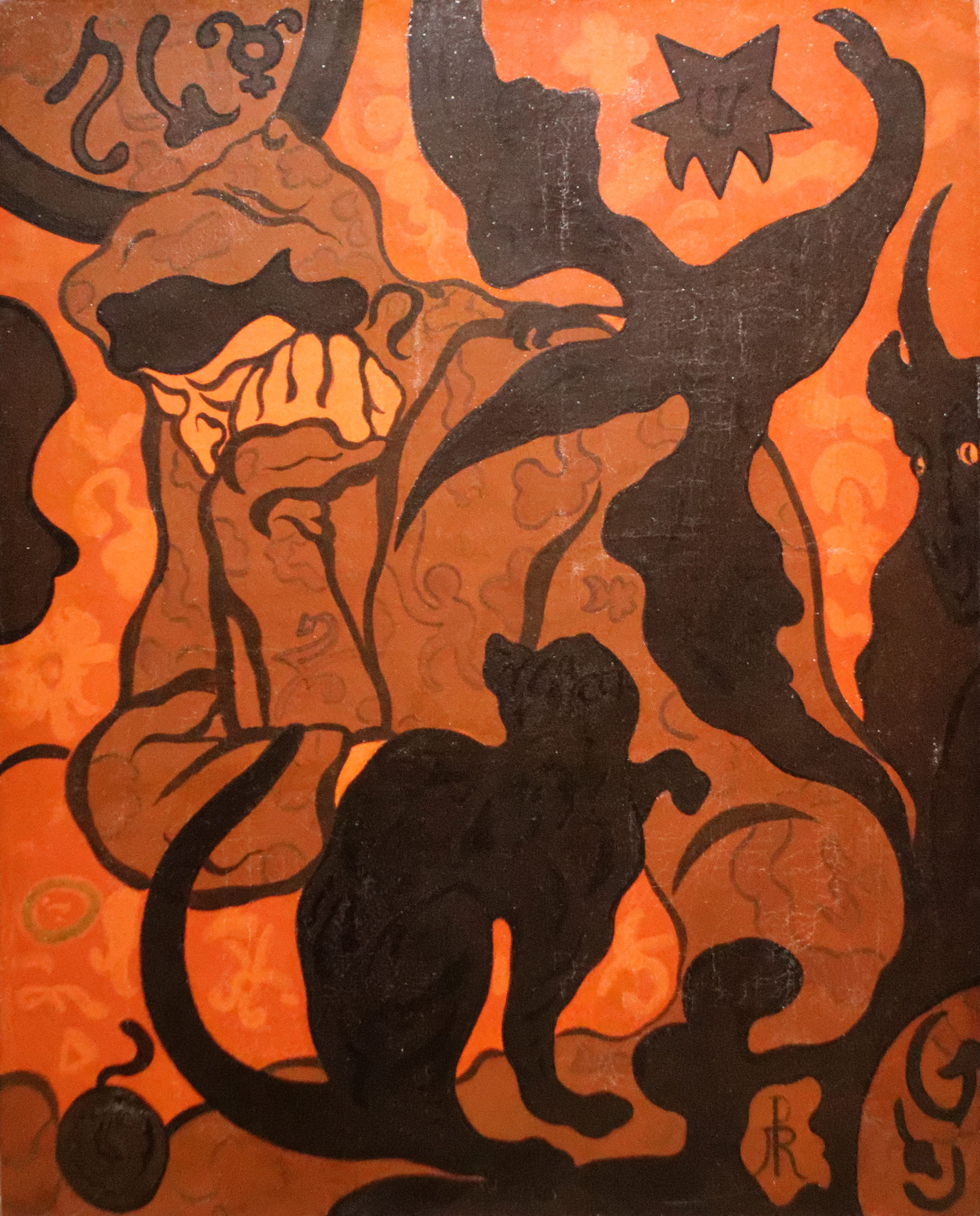
La Sorcière au chat noir, 1893, Paris, musée d'Orsay.

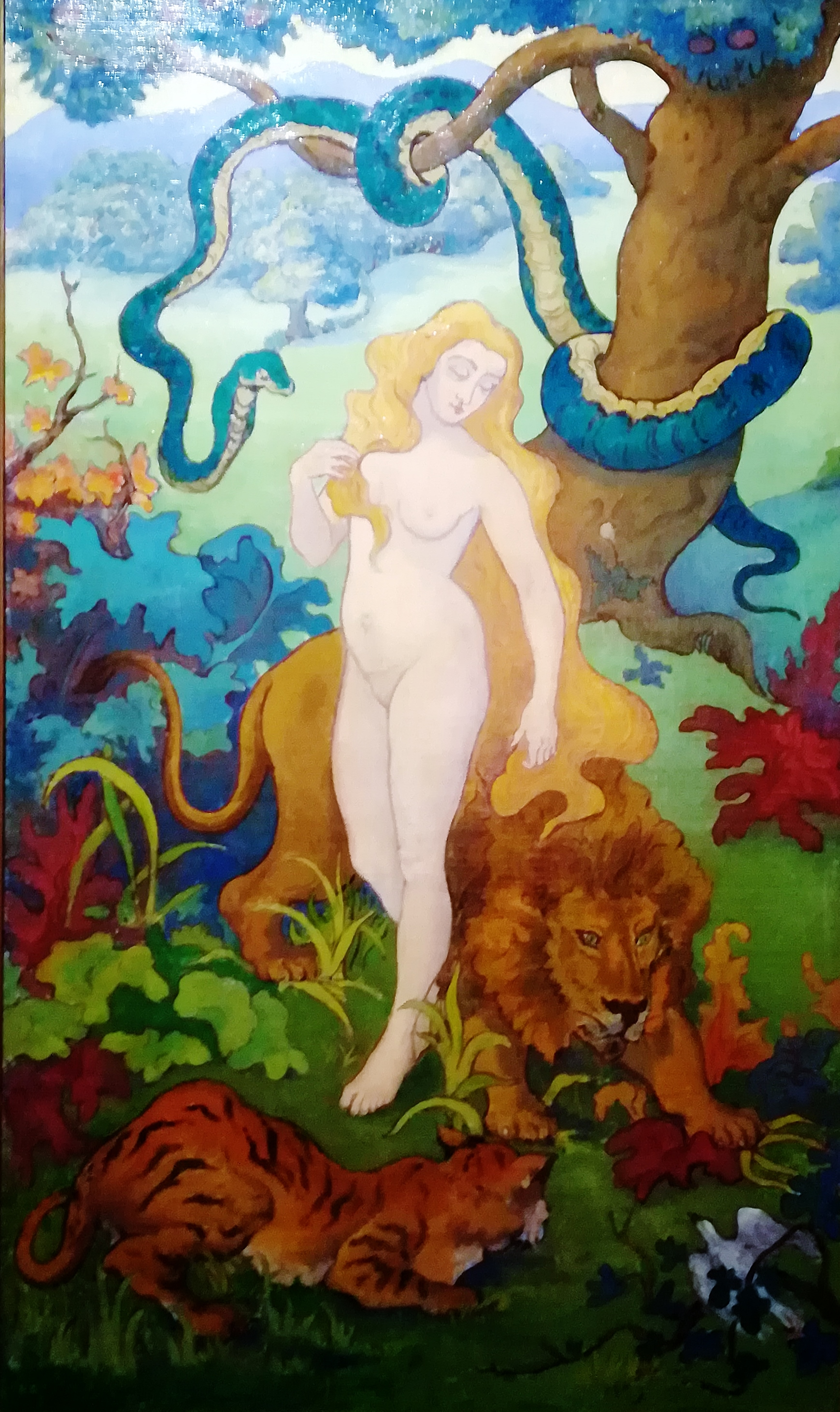
Ève au paradis terrestre, 1899, musée des Beaux-Arts de Rennes.

- Vanité aux souris, vers 1885, Limoges, musée des Beaux-Arts de Limoges.
- Christ et Bouddha, 1890, Gooreind-Wuustwezel, Triton Foundation.
- Lustral,1891, tempéra sur toile, Paris, musée d'Orsay.
- Les Sorcières autour du feu, 1891, Saint-Germain-en-Laye, musée départemental Maurice-Denis.
- La Sorcière au chat noir, 1893, Paris, musée d'Orsay.
- Femme au chien qui saute, 1895, tempéra sur toile, Saint-Germain-en-Laye, musée départemental Maurice-Denis
- Cinq Femmes à la récolte, 1895, peinture à la colle, Saint-Germain-en-Laye, musée départemental Maurice-Denis[6].
- Quatre Femmes à la fontaine, 1895, peinture à la colle, Saint-Germain-en-Laye, musée départemental Maurice-Denis[7].
- Trois Femmes à la récolte, 1895, peinture à la colle, Saint-Germain-en-Laye, musée départemental Maurice-Denis.
- Femme à la cruche, 1895, Saint-Germain-en-Laye, musée départemental Maurice-Denis.
- L'Explication, 1896, pastel sur toile, Saint-Germain-en-Laye, musée départemental Maurice-Denis.
- Paysage maritime, huile de 1895, Genève, Petit Palais.
- Ève au paradis terrestre, 1899, huile sur toile, Rennes, musée des Beaux-Arts.
- Le Petit Poucet, vers 1900, huile sur toile, Limoges, musée des Beaux-Arts.
- Baigneuses ou Le Lotus, 1906, Paris, musée d'Orsay.
- L'Abbé Prout aux palmes, 1907, localisation inconnue. Réalisé par dérision à la suite de sa nomination comme officier d'Académie[8],[9].

### Estampes
- La Liseuse étendue, dite aussi La Lecture, 1894, lithographie, 15,9 × 24,5 cm, musée de Pont-Aven.
- Femme couchée, 1895, publiée dans La Revue blanche, lithographie, Canberra, Galerie nationale d'Australie.
- La Cloche engloutie. Théâtre de l'Œuvre, 1896, publiée dans La Critique, Washington, National Gallery of Art.
- Alchimie ou Femme accoudée, lithographie, Saint-Germain-en-Laye, musée départemental Maurice-Denis.
- Tristesse' ou Jalousie, estampe, Saint-Germain-en-Laye, musée départemental Maurice-Denis.

### Œuvres décoratives
- Femmes en blanc, 1892-1893, carton de tapisserie, tissé par France Ranson en laine sur canevas à l'aiguille au petit point, Paris, musée d'Orsay.
- La Moisson fleurie, 1895, carton de Paul Ranson, vitraux de Louis Comfort Tiffany pour le Salon de l'Art nouveau, localisation inconnue[10],[11].
- Les Canards, projet de papier peint, musée des Beaux-Arts de Quimper[12].

## Illustrations
- Livre de la Vierge, 1895.
- L'Abbé Prout, manuscrit original 6 cahiers, comprenant deux gouaches représentant l'abbé et 45 dessins reproduits dans la première publication, 1902.
- Programme de la représentation de L'Abbé Prout, dans un médaillon, le profil de l'abbé surmonté d'une estrade de guignol encadrée de deux musiciennes nues, 1903.
- Le Moutardier du Pape, opéra bouffe en trois actes d'Alfred Jarry, six vignettes, 1907.

## Ouvrages
- L'Abbé Prout, Guignol pour vieux enfants, Paris, Société du Mercure de France, [1902]. Pièce littéraire composée de sept histoires : 
  - L'armoire des voluptés, dédicacée à Georges Lacombe ;
  - Le Lis de la vallée, dédicacée à André-Ferdinand Hérold ;
  - Le Subterfuge culinaire, dédicacée à André Fontainas ;
  - Le Presbytère, dédicacée à Georges Ancey  ;
  - Le Mariage noble, dédicacée à Ker-Xavier Roussel. Texte ne figurant pas dans l'édition originale[13] ;
  - Sous l'œil de Saint Huron, dédicacée au docteur Maurice Hepp ;
  - Le Sabre et le goupillon, dédicacée à Alfred Jarry qui fut le manipulateur du spectacle de 1903 au « Temple », Ranson et son épouse faisant les voix avec une chanson de Claude Terrasse, Les Folles voluptés, jouée lors des ébats amoureux des pantins qui furent conçus par Georges Lacombe.

## Salons
- Salon des indépendants de 1894.
- Salon de la Libre Esthétique de 1894 à Bruxelles.

## Expositions
- 1889 : Exposition des peintres du groupe impressionniste et synthétiste, Paris, Café des Arts.
- 1889 : expose avec les nabis[Où ?].
- 1890 : expose avec les nabis[Où ?].
- 1891 : expose avec les nabis[Où ?].
- 1891 à 1894 : galerie Le Barc de Boutteville, rue Le Peletier à Paris.
- 1894 : exposition des beaux-arts, Femmes en blanc (tapisserie).
- 1895 : galerie Le Barc de Boutteville, rue Le Peletier à Paris.
- 1906 : galerie Druet à Paris.
- « Paul-Élie Ranson : du symbolisme à l'art nouveau », Saint-Germain-en-Laye, musée départemental Maurice-Denis, du 25 octobre 1997 au 25 janvier 1998.
- « Paul Ranson 1861-1909 », musée d'Art et d'Archéologie de Valence, du 20 juin au 7 octobre 2004.
- « Fantasmes et sortilèges », Saint-Germain-en-Laye, musée départemental Maurice-Denis, du 24 octobre 2009 au 24 janvier 2010.
- « Fantasmes et sortilèges », musée de Pont-Aven, du 5 juin au 3 octobre 2010.
- « L'Europe des Esprits ou la fascination de l'occulte, 1750-1950 », musée d'Art moderne et contemporain de Strasbourg, exposition collective, du 8 octobre 2011 au 12 février 2012.

## Distinctions
- Officier d'Académie en 1908.

### Iconographie
- Paul Sérusier, Portrait de Paul-Élie Ranson, 1890, Paris, musée d'Orsay.
- Georges Lacombe, Médaillon de Paul Ranson, bronze, musée des Beaux-Arts de Quimper.